# Aamer Sarfraz
Aamer Ahmad Sarfraz, baron Sarfraz (né le 25 septembre 1981) est un homme d'affaires et homme politique anglo-pakistanais. Il est auparavant trésorier du Parti conservateur, avant d'être nommé pour une pairie à vie par Boris Johnson en 2019.

## Biographie
Sarfraz est né à Londres et grandit à Islamabad, avant de déménager au Royaume-Uni en 2002. Il est diplômé de l'Université de Boston et de la London School of Economics.
Sarfraz est le fondateur de Better Grain une entreprise agricole travaillant avec de petits agriculteurs en Asie. Il est auparavant directeur général de The Electrum Group, une société de Capital-investissement, et Venture Partner chez Draper Associates, une  société de capital-risque technologique en phase de démarrage.
En tant que trésorier du Parti conservateur, Sarfraz préside le Forum des entreprises et des entrepreneurs, décrit comme «un réseau de chefs d'entreprise qui soutiennent le Parti conservateur», facturant 3 000 £ par an pour l'adhésion.
Depuis 2018, il fait un don de 122 500 £ au Parti conservateur.
Sarfraz est nommé à la Chambre des lords le 31 juillet 2020 et créé baron Sarfraz, de Kensington dans le Royal London Borough de Kensington et Chelsea le 8 septembre 2020. Sarfraz prend son siège à la Chambre des Lords le 28 septembre 2020 et prononce son premier discours le 19 octobre 2020.
Sarfraz déclare que l'amélioration des relations entre le Pakistan et le Royaume-Uni sera une partie fondamentale de son nouveau travail.
En octobre 2020, Sarfraz salue le soutien du gouvernement britannique aux musulmans rohingyas et l'appelle à redoubler d'efforts humanitaires pour soutenir les minorités religieuses dans le monde.
Depuis janvier 2021, Sarfraz est membre de la Commission Science et Technologie.